# Radio Universo
Radio Universo es una estación radial chilena ubicada en el 93.7 MHz del dial FM en Santiago de Chile. Cuenta con una red de 5 emisoras a lo largo de Chile, perteneciendo al holding comunicacional de El Mercurio Sociedad Anónima Periodística.
Su voz institucional es la Gerardo Maluje y sus conductores son los periodistas Iván Núñez, Octavia Rivas, Francesco Gazzella, Camila Arcos, Angélica Silva, Arturo Catalán y las actrices Blanca Lewin y Carolina Varleta.
La parrilla diaria de Radio Universo está orientada a los clásicos del pop, rock, anglo desde la época de los años 70 hasta la actualidad, orientado a un público ABC1 entre 35 a 55 años.

## Historia

### Inicios (1985-2006)
Inició sus transmisiones como Radio Universo el 1 de mayo de 1985, sucediendo a Radio La Naranja. Está dirigida al adulto-joven entre 25 y 45 años; es una de las estaciones con mayor sintonía en este segmento.
El 2 de octubre de 1995, Radio Universo estrenó el programa La Hora del Taco, conducido desde esa fecha hasta el 21 de diciembre de 2010 por el locutor y exanimador de televisión Cristián Velasco Vignola (actualmente en El Conquistador FM). En marzo de 2011, Cristián Velasco fue reemplazado por los periodistas Felipe Bianchi (hasta junio de 2015) y Sebastián Esnaola.

### Compañía Chilena de Comunicaciones S.A. (2006-2016)
En enero de 2006 Radio Universo fue adquirida por la Compañía Chilena de Comunicaciones, convirtiéndose así en hermana de Radio Cooperativa. Desde su adquisición, la línea musical y programática tuvo varios cambios dejando a la emisora con una parrilla musical muy reducida y menos variada en comparación a la cantidad de canciones que se tocaban hasta aquella fecha, aunque igualmente centrada en los clásicos del pop y el rock de la década de los 80, con matices respecto a las canciones que se tocaban antiguamente, en las que predominaban éxitos de los años '70.
El 17 de julio de 2006 ocurrió una completa reestructuración en cuanto a programas y conductores. También se eliminó el clásico eslogan de la estación, Classic Pop Music, substituyéndose por Tu espacio y luego el actual Clásicos del Pop y el Rock.
En marzo de 2008 se integran a la radio, los periodistas Felipe Bianchi y Sebastián Esnaola y el escritor Pablo Mackenna para conducir Vueltas por el Universo. Desde marzo de 2011, Bianchi y Esnaola asumen el histórico programa La Hora del Taco, tras la desvinculación de su primer conductor Cristián Velasco.
En enero de 2011 se incorporaron a la radio: Matilda Svensson, Álvaro Escobar, Julián Elfenbein, Marcelo Gopar, Eugenio Figueroa, Loreto Aravena, Ignacio Lira y Raúl Gutiérrez.
El 1 de diciembre de 2013, el equipo de La hora del taco, encabezado por los periodistas Felipe Bianchi, Sebastián Esnaola y Ignacio Lira obtuvieron el Copihue de Oro al mejor programa radial del año por votación popular, realizada por el diario La Cuarta.
El 6 de mayo de 2015, se oficializa la salida de Matilda Svensson de la radio. El 31 de diciembre de 2015, se emiten por última vez los programas: El pulso, El nuevo taco y Big Bang con el periodista Mauricio Jürgensen.
El 23 de mayo de 2016, se oficializa la salida del periodista Felipe Bianchi de la radio, él estuvo casi un año alejado de la radio por sus estudios en Estados Unidos. El 29 de diciembre de 2016, se emiten por última vez los programas La hora del taco en sus ediciones AM y PM y Reina de Copas.

### Medios Regionales (2016-presente)
En agosto de 2016 se especulaba que esta radio fue adquirida por más de US$6 millones de dólares, por parte de Medios Regionales, empresa la cual pertenece a El Mercurio,el 16 de septiembre de 2016 es aprobado, por parte de la FNE, la transferencia de Finis Terrae Sociedad Radiodifusora S.A. (sociedad legal de Radio Universo) a Medios Regionales, a finales de ese año se concretó el traspaso de la sociedad.
En marzo de 2017 ha vuelto a transmitir el programa La Hora del Taco, únicamente en horario de la tarde y bajo la conducción de Julián Elfenbein y la periodista Natalia del Campo. Además se estrenó el programa Vuelta por el Universo, de corte musical y conducido por el actor Álvaro Espinoza. Además se estrenaron los programas de corte informativo Universo al Día, con Fernanda Hansen y Patricio Cuevas y Hora Universo con Hansen y Octavia Rivas. Ambos programas se emitían en el horario matinal.
A inicios de 2018 salen de la emisora Álvaro Espinoza y Julián Elfenbein, y la programación se reestructura nuevamente, creándose los espacios Informe Universo, Mañana Universo e Informe PM en la mañana y mediodía, y manteniéndose los programas Universo al Día, Hora Universo, Vuelta por el Universo y La Hora del Taco. En el horario PM se crean los programas Tarde Universo y Regreso al Universo. Algunos programas de esta radio eran transmitidos por la red de su hermana Digital FM.
El 6 de abril de 2018, Radio Universo regresa tras 10 años de ausencia, al dial de La Serena y Coquimbo por el 92.9 MHz, en reemplazo de su hermana Positiva FM.
El 11 de enero de 2019, Radio Universo despidió a casi todo su equipo de profesionales, encabezados por Fernanda Hansen, Claudio Salinas, Gabriela Valenzuela, Rodrigo Álvarez, entre otros, quedando solamente algunos periodistas (Natalia del Campo, Octavia Rivas) y radiocontroladores.
En marzo de 2019, se integra a Radio Universo Marlén Eguiguren, periodista del holding de El Mercurio y de Medios Regionales.
En enero de 2020, se integran a Radio Universo el periodista Ignacio Franzani y el productor musical Vicente García-Huidobro.
El 13 de noviembre de 2021, se integra a Radio Universo el periodista Iván Núñez.
El 1 de marzo de 2022, la periodista Natalia del Campo abandona Radio Universo para migrar a Radio Imagina. El 7 de marzo de 2022, Katherine Salosny se integra a Radio Universo para conducir el programa La Hora del Taco junto a Ignacio Franzani.
El 30 de septiembre de 2022, Ignacio Franzani abandona Radio Universo migrando a 13c Radio.
El 3 de enero de 2023, la actriz Blanca Lewin se integra a Radio Universo, al programa Mañana Universo.

## Línea musical
Bajo el alero de la Compañía Chilena de Comunicaciones, la línea musical de Universo estaba comprendida netamente por clásicos Pop/Rock de los '80s y '90s, predominantemente anglo y una parte de la programación destinada al rock latino de los años '80. Además, debido a la ley del 20% de música chilena en las radios, Universo transmite un 21,6% de pop y rock nacional principalmente de los años '80, '90 y 2000. También incluye éxitos de la Nueva ola, además de pop y rock lanzado en los últimos tres años, apegándose a ley.
Durante la administración de Medios Regionales, la línea musical continuó ampliándose a éxitos anglos de la década de 1990, 2000 y 2010 en menor proporción.

## Conciertos transmitidos
- Queen + Paul Rodgers (Chile, 2008)[18]
- Elton John (Chile, 2009)[19]

## Eslóganes
- 1985-1995: Universo FM, la frecuencia en que hacemos contacto
- 1985-1995: Universo musical...
- 1995-2006: Universo, Classic-Pop-Music
- 1995-2006: Universo es más
- 1995-2006: Universo, 24 horas de clásicos
- 2002-2006: Universo FM, la radio de los súper clásicos
- 2006-2016: Universo, tu espacio
- 2008-2010: Más 80 que en los 80's, Universo, tu espacio
- 2010-2018, 2024-actual: Universo, Clásicos del Pop y el Rock
- 2018-2019: Universo, lo que quieres escuchar
- 2019-2021: Un nuevo universo
- 2021-2024: No estamos solos

## Historial de señales
- En 1995, Radio Universo abandona la frecuencia 93.1 MHz de Concepción, siendo reemplazada por Rock & Pop, sin relación con Medios Regionales.
- En 2005, Radio Universo abandona la frecuencia 106.9 MHz de Antofagasta, siendo reemplazada por FM Plus (trasladada actualmente al 106.7 por ley de radios comunitarias), sin relación con Medios Regionales.
- El 6 de marzo de 2008, Radio Universo abandona las frecuencias 106.3 MHz de Copiapó, 95.1 MHz de La Serena/Coquimbo, 99.7 MHz de Ovalle, 98.5 MHz de Temuco, 94.1 MHz de Puerto Montt, 99.9 MHz de Coyhaique y 100.9 MHz de Punta Arenas, siendo vendidas y reemplazada en estas 7 ciudades por La Mega Radio, Guayacan FM, Caramelo FM, Positiva FM, Vértice Radio, FM Virtual y Radio Patagonia Austral Plus respectivamente.
- En agosto de 2013, Radio Universo abandona la frecuencia 104.3 MHz de Villarrica/Pucón, siendo vendida y reemplazada por Radio Universal.
- En junio de 2016, Radio Universo abandona la frecuencia 100.3 MHz de Copiapó, siendo vendida y reemplazada por Radio Nuevo Tiempo, emisora de corte religioso de la Iglesia Adventista del Séptimo Día.
- El 27 de diciembre de 2017, Radio Universo abandona la frecuencia 96.7 MHz de Viña del Mar y Valparaíso, siendo vendida y reemplazada por Pauta FM.

### Frecuencias anteriores
- 107.3 MHz (Iquique); disponible sólo para radios comunitarias.
- 106.9 MHz (Antofagasta); hoy FM Plus en el 106.7, sin relación con Medios Regionales, trasladada por ley de radios comunitarias.
- 106.3 MHz (Copiapó); hoy Radio Corporación y 100.3 MHz; hoy Radio Nuevo Tiempo[20] sin relación con Medios Regionales.
- 95.1 MHz (La Serena/Coquimbo); hoy Guayacán FM, sin relación con Medios Regionales.
- 99.7 MHz (Ovalle); hoy Caramelo FM, sin relación con Medios Regionales.
- 96.7 MHz (Gran Valparaíso); hoy Pauta FM, sin relación con Medios Regionales.
- 93.1 MHz (Concepción) desde 1995, Rock & Pop, sin relación con Medios Regionales
- 98.5 MHz (Temuco); hoy Positiva FM.
- 104.3 MHz (Villarrica/Pucón); hoy Radio Universal, sin relación con Medios Regionales.
- 94.1 MHz (Puerto Montt); hoy Patagonia Radio, sin relación con Medios Regionales.
- 99.9 MHz (Coyhaique); hoy FM Virtual, sin relación con Medios Regionales.
- 100.9 MHz (Punta Arenas); hoy Meridional Radio, sin relación con Medios Regionales.